# Łukasz Surowiec
Łukasz Surowiec (ur. 19 września 1985 w Rzeszowie) – polski artysta interdyscyplinarny, rzeźbiarz, performer, twórca filmów wideo, autor akcji społecznych. Związany z Art Agendą Nova w Krakowie i CSW Kronika w Bytomiu.
Absolwent Wydziału Rzeźby Akademii Sztuk Pięknych w Krakowie. W latach 2007–2009 student Akademii Sztuk Pięknych w Poznaniu oraz Universität der Künste w Berlinie w latach 2009-2010.
Twórczość Łukasza Surowca jest zróżnicowana zarówno pod względem formy jak i zagadnień, podejmowanych przez artystę. Surowiec jest twórcą poszukującym, który w konfrontacji ze światem znajduje treści dla coraz to nowych projektów artystycznych, angażujących wiele aspektów rzeczywistości. Swobodnie porusza się pomiędzy dyskursami ważnymi dla sztuki współczesnej. Interesując się człowiekiem i jego egzystencją, zgłębia zagadnienie podmiotu i jego cielesności. Czy to w refleksji postkonceptualnej, gdzie ciało objawia się poprzez znak, ślad, subtelną aluzje, czy w badaniu swojskości/obcości własnego ciała modyfikowanego estetycznie. Dokonuje tego często poprzez akt introspekcji, czego przykładem są liczne prace wideo z artystą w roli głównej, skupionym na własnym działaniu. Interesuje się granicą, gdzie estetyka łączy się z inżynierią i medycyną.
Odkrywa i stawia w centrum także peryferie rzeczywistości społecznej, gdy porusza się i pracuje wśród ludzi zepchniętych na margines. Zajmuje pozycję zaangażowaną społecznie. Inicjując proces, który może się potoczyć dalej i mieć wpływ na zmiany społeczne wykorzystuje prowokacje i fikcję artystyczną po to by wpływać na rzeczywistość. Pytanie o przestrzeń publiczną, a także kwestię pamięci i upamiętnienia w tejże przestrzeni wpłynął w znacznej części na projekt przygotowywany przez artystę na 7 edycję Berlin Biennale: Berlin-Birkenau, prezentowany również w Whitechapel w Londynie oraz Hong Kong City Hall. Projekt Berlin-Birkenau składał się z transportu setki sadzonek młodych brzóz z byłego obozu koncentracyjnego Auschwitz-Birkenau do Berlina. Zostały one zasadzone w publicznych parkach, na terenach szkół oraz miejscach historycznie związanych z Holokaustem, pozostając ożywionym archiwum traumatycznej przeszłości.
W swoich obiektach i interwencjach artystycznych Surowiec wnika i bada aktualne stosunki społeczne, podejmuje również zagadnienia historyczne i polityczne. Ważne projekty realizowane przez artystę, odnoszące się do społecznych relacji, to między innymi Poczekalnia (2013), Skup łez (2014), Poziomica (2014). Celem jego artystycznych interwencji jest wcielenie w życie inicjatyw i strategii odpowiadających na zagadnienia społeczno-artystyczne. Jego twórczość przyjmuje formę metody umożliwiającej poznanie publicznej rzeczywistości, ze zwróceniem uwagi na jednostki marginalizowane. W swojej twórczości Surowiec podejmuje aktualne kwestie społeczne, wychodząc także poza mury oficjalnych instytucji sztuki.

## Projekty
- 2014 Skup Łez
- 2014 Śpiewcy
- 2014 Poziomica
- 2014 Alccoin
- 2013 Poczekalnia
- 2012 Berlin Birkenau
- 2012 Czarne Diamenty

## Filmy
- 2015 Kino
- 2015 Barak
- 2014 Most
- 2014 Umierać nikt się nie boi
- 2014 Szczęśliwego Nowego Roku – Zima 2014
- 2013 Szczęśliwego Nowego Roku – Lato 2013
- 2012 Szczęśliwego Nowego Roku – Zima 2012
- 2012 The gift for god
- 2012 Szwedzkie gołębie
- 2011 Szczęśliwego Nowego Roku – Jesień 2011
- 2010 Szczęśliwego Nowego Roku – Zima 2010
- 2010 Pięć krótkich epizodów

## Wystawy indywidualne
- 2014 Warszawa, CSW Zamek Ujazdowski, Umierać się nikt nie boi
- 2014 Toruń, CSW Znaki Czasu, Poczekalnia
- 2013 Kraków, Bunkier Sztuki, Dziady
- 2012 Kalmar, Kalmar Konstmuseum, Szwedzkie gołębie
- 2011 Bytom, CSW Kronika, Szczęśliwego Nowego Roku
- 2010 Kraków, Art Agenda Nova, Nice to Meet You

## Wystawy zbiorowe
- 2015 Koszalin, Galeria Scena, Myślę o sobie, kiedy myślę o sobie
- 2015 Londyn, Chelsea College, A Market of Values Bratysława,
- 2015 Bratysława, Kunsthalle Bratislava, Procedures for the head/Polish Art Today
- 2015 Oslo, NoPlace, A Place Where We Could Go
- 2015 Kraków, MOCAK, Polska – Izrael – Niemcy. Doświadczenie Auschwitz
- 2015 Kraków, Muzeum Narodowe, Prom/ieni\otwórczość
- 2015 Katowice, Muzeum Śląskie, Projekt Metropolis
- 2014 Koczin, Kochi Muziris Biennale, Critical Juncture
- 2014 Ryga, Latvian Centre for Contemporary Art, Survival Kit 6
- 2014 Kijów, Culture Research Center, Lockout Visual
- 2014 Warszawa, MSN, Co widać – polska sztuka dzisiaj
- 2014 Warszawa, MSN, Twoje miasto to pole walki
- 2014 Kraków, Muzeum PRL, Koszty społeczne w Polsce po ‘89
- 2014 Poznań, Galeria Miejska Arsenał, Lokalsi
- 2014 Nowy Sącz, BWA Sokół, Manifestacje romantyczne
- 2014 Toruń, CSW Znaki Czasu, Propozycje dla Torunia
- 2013 Hongkong, City Hall Exhibition Hall, East + Europe – Eastern European Contemporary Art Exhibition 2013 Samara, Russia, Victoria Gallery, Shiryaevo Biennale, Have the wanderers of yesterday become today’s backpackers?
- 2013 Bytom, CSW Kronika, Workers of The Artworld Unite
- 2012 Berlin, Kunst Werke, Berlin Biennale
- 2012 Mechelen, De Garage, Air de Pologne
- 2012 Sopot, Artloop Festival, Kurort
- 2011 Warszawa, CSW Zamek Ujazdowski, Nie (na) Miejscu
- 2011 Kraków, MOCAK, Nagroda Fundacji Vordemberge-Gildewart
- 2011 Gdańsk, Instytut Sztuki Wyspa, Alternativa
- 2011 Wrocław, BWA Galeria Awangarda, 10. Konkurs Gepperta
- 2011 Berlin, Galerie Petra Vankova, (un)Polish
- 2010 Kutna Hora, Start Point Prize 2010
- 2010 Warszawa, Galeria Leto, Nawet o tym nie myśl